# KUD "Anka Ošpuh"
Kulturno-umjetničko društvo "Anka Ošpuh" djeluje u Ludbregu (Hrvatska) od 1976. godine.
22 žene osnovale su tada folklornu grupu koja se sastojala samo od ženskih članica. Razvojem društva kasnijih godina osnivaju se tamburaška, dramsko-recitatorska i ritmička sekcija.
Od 2000. godine nadalje u društvu djeluje 10 sekcija:
- Folklorni ansambl
- Tamburaški sastav "Pajdaši"
- Ženska vokalna skupina "Pajdašice"
- Plesna skupina "Leptirići" (4-7 godina)
- Plesna skupina "Anđeli" (4-7 godina)
- Plesna skupina "Harlekini" (7-10 godina)
- Plesna skupina "Noname"(10-12 godina)
- Plesna skupina "Magic"(10-12 godina)
- Plesna skupina "Crazy Hill" (12+ godina)
- Dramska družina "Gumbeki" (7-10 godina)

Društvo je vrlo aktivno u Ludbregu, a nastupa i širom Hrvatske te u inozemstvu. Nastupali su u Francuskoj (Fête du Houblon, Haguenau), Njemačkoj, Austriji, Češkoj, Italiji, Madžarskoj, Španjolskoj i Makedoniji. 
U 2011. godini društvo ima rekordan broj od preko 170 članova.
U Ludbregu KUD "Anka Ošpuh" organizira tradicijsku manifestaciju pod nazivom Folklorni susreti u centru svijeta.

## Vanjske poveznice
- Službene stranice KUD-a